# Legio II Augusta
La Legio II Augusta (Segunda legión «de Augusto») fue una legión romana, creada probablemente por el cónsul Cayo Vibio Pansa y Augusto en el 43 a. C., para luchar contra Marco Antonio, participando en las batallas de Filipos y en la de Perugia.
Sus emblemas fueron el Capricornio y posteriormente se le otorgó el Pegaso bajo el mandato de Vespasiano.

## La legión en Hispania

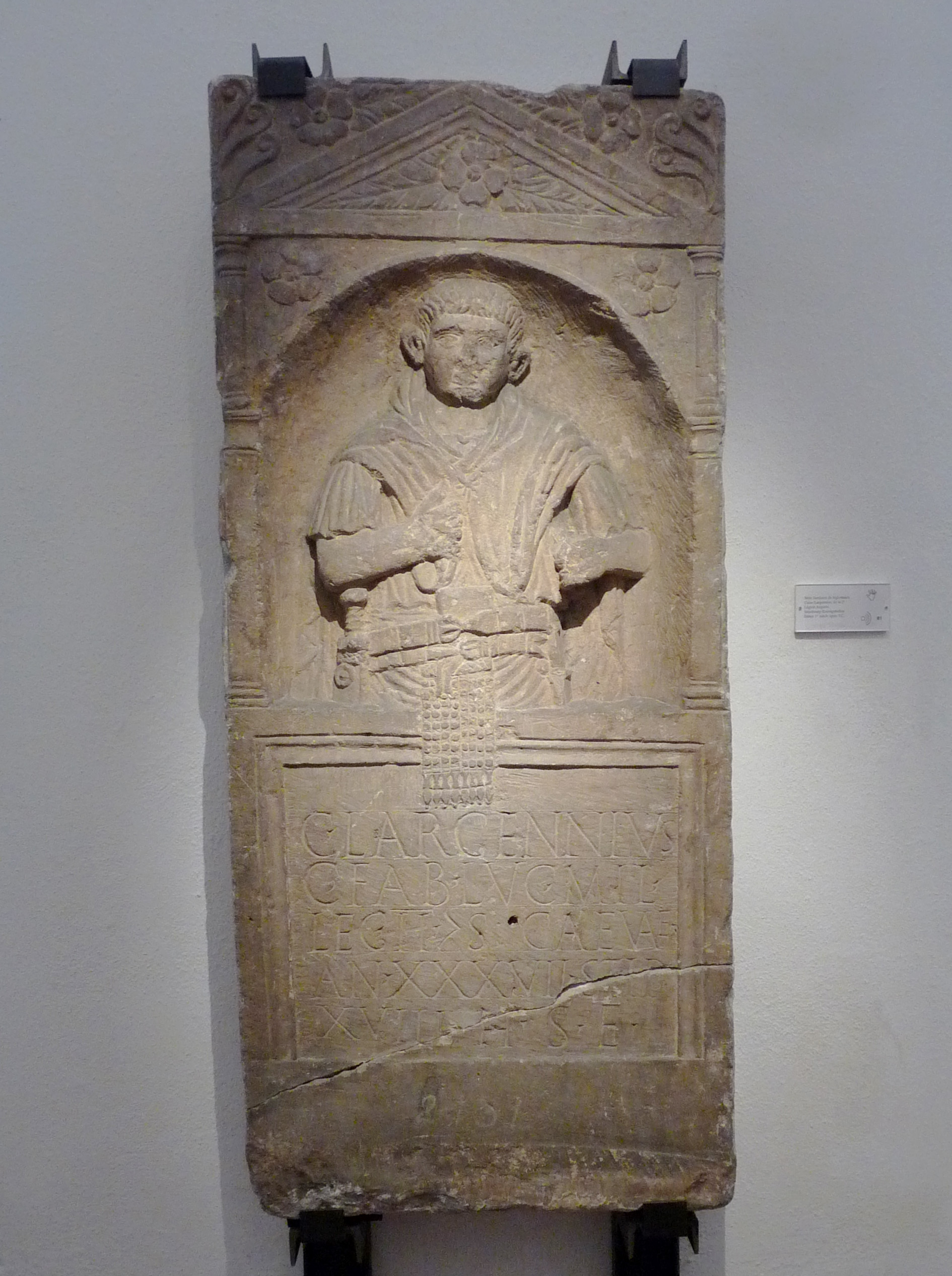
Estela funeraria procedente de Argentoratum erigida en honor de Caius Largennius, soldado de Legio II.

A principios del imperio de Augusto, en 25 a. C., la legión fue trasladada a la península ibérica, donde participó en las guerras cántabras contra los cántabros y los astures en una serie de largas campañas que duraron hasta 19 a. C..
Fue asignada al ejército de la provincia Tarraconensis, y su base tal vez estuvo en el campamento de Augusto en Segisama Iulia (Sasamón, Burgos), hasta que fue trasladada al Danubio en un momento indeterminado entre el final de las guerras cántabras y 13 a. C.-12 a. C. 
Veteranos de esta legión, junto con otros de la Legio I Germanica (antes Augusta), tal y como indican alguna monedas hispanorromanas locales, fueron asentados en la Colonia Iulia Gemellla Acci (Guadix, Granada) en algún momento anterior a la salida de la unidad de Hispania.

## La Legión en Germania
El desastre de Varo en la selva de Teoteburgo, con la aniquilación de las legiones XVII, XVIII y XIX por los germanos en el año 9, hizo que la II Augusta fuese destinada a Germania Superior, posiblemente al gran campamento de Mogontiacum (Maguncia, Alemania), durante el gobierno de Germánico. Con posterioridad, de 17 a 43, fue acantonada en el campamento de Argentoratum (Estrasburgo, Francia), en el distrito militar de Germania Superior.

## La invasión de Britania
En ese año tomó parte en la invasión de Britania bajo el mando del emperador Claudio, sirviendo como su legado el futuro emperador Vespasiano, cosechando importantes éxitos en la conquista de la isla hasta ser considerada como un unidad de élite, llamándosela "la mejor Vespasiana". 

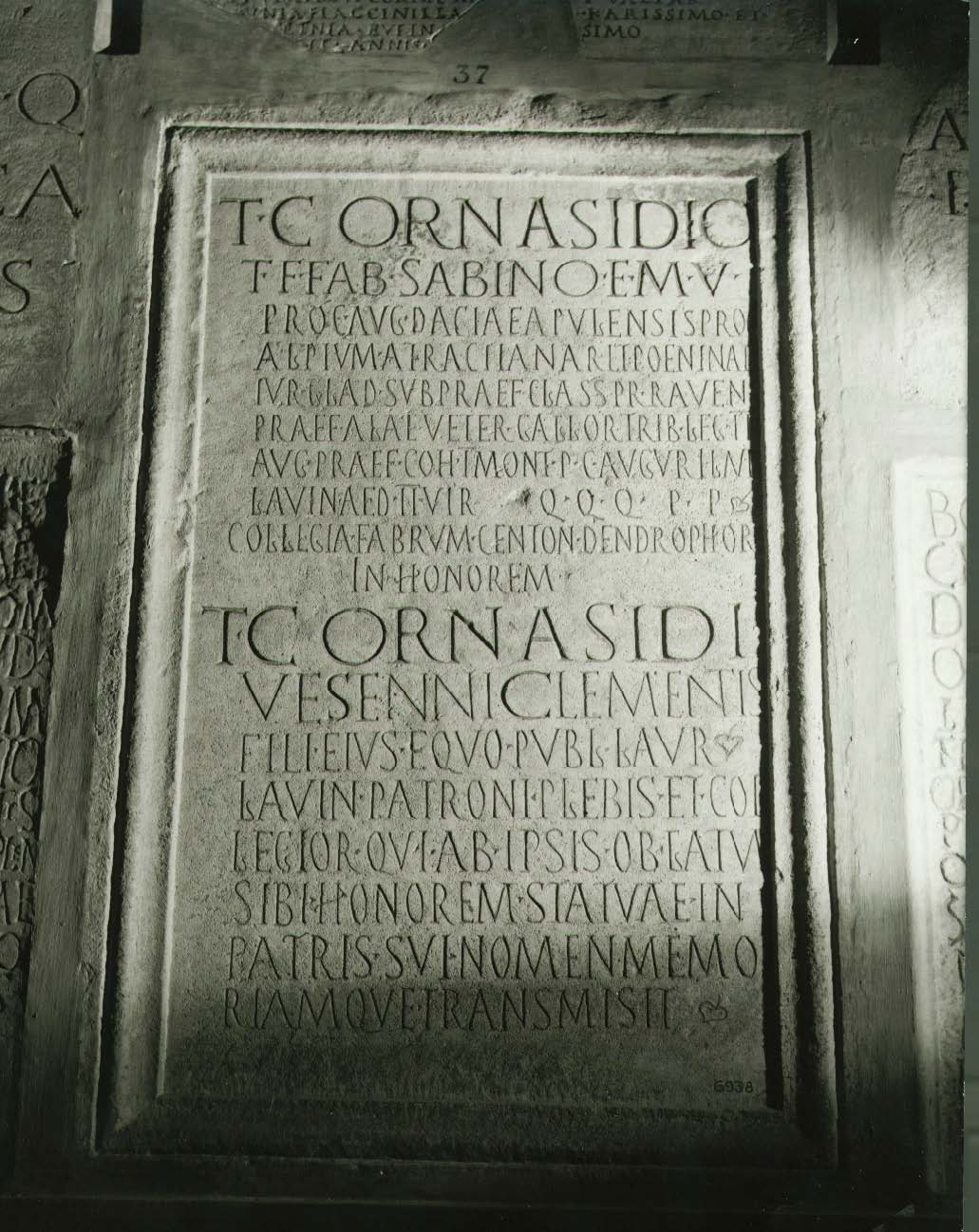
Inscripción dedicada a Al caballero T. Cornadisio, que fue Tribuno angusticlavio de esta unidad.

Sin embargo, por razones nunca aclaradas, su prefecto de campo no obedeció la orden de Cayo Suetonio Paulino para unirse a las tropas que habrían de sofocar la rebelión de la reina Boudica, por lo que no participaron en la Batalla de Watling Street y fueron deshonrados.
Con la pacificación de las tribus locales, la legión fue dividida y dispersada en varios destacamentos acuartelados en el suroeste de Britania. Finalmente en el 48 termina de construirse el fuerte de Isca Dumnoniorum (Exeter) concentrándose de nuevo la legión.

## La legión bajo los Flavios y los Antoninos
En el 66, durante la rebelión de la reina Boudicca, la actuación de esta legión fue penosa, y después fue estacionada durante un corto periodo de tiempo en Glevum (Gloucester). En el 69, tras la guerra civil por la sucesión de Nerón, la II Augusta tomó partido inicialmente por el emperador Vitelio, marchando hacia Roma con otras unidades y derrotando a Otón. Pronto el desengaño con Vitelio les hizo apoyar abiertamente a su antiguo comandante Vespasiano, a la postre emperador de Roma.

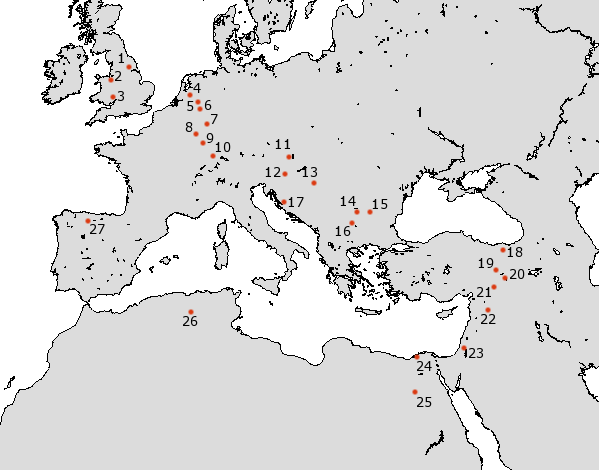
Localización de los campamentos de las legiones romanas en el año 80. La Legio II Augusta tenía su campamento en el n.º 3.

En el año 74 fue trasladada a Isca Silorum (probablemente la moderna Caerleon) en el sur de Gales, construyendo un fuerte de piedra que sería ocupado hasta el siglo III.
Comandada por el gobernador de Britania, Cneo Julio Agrícola, entre el 78 y el 84, la legión participaría en el sometimiento de las tribus de las tierras altas escocesas, con importantes victorias. Aun así la dominación nunca fue completa y la ocupación de estos territorios imposible.
En el año 122 participó en la construcción de la muralla de Adriano.

## La legión bajo los Severos

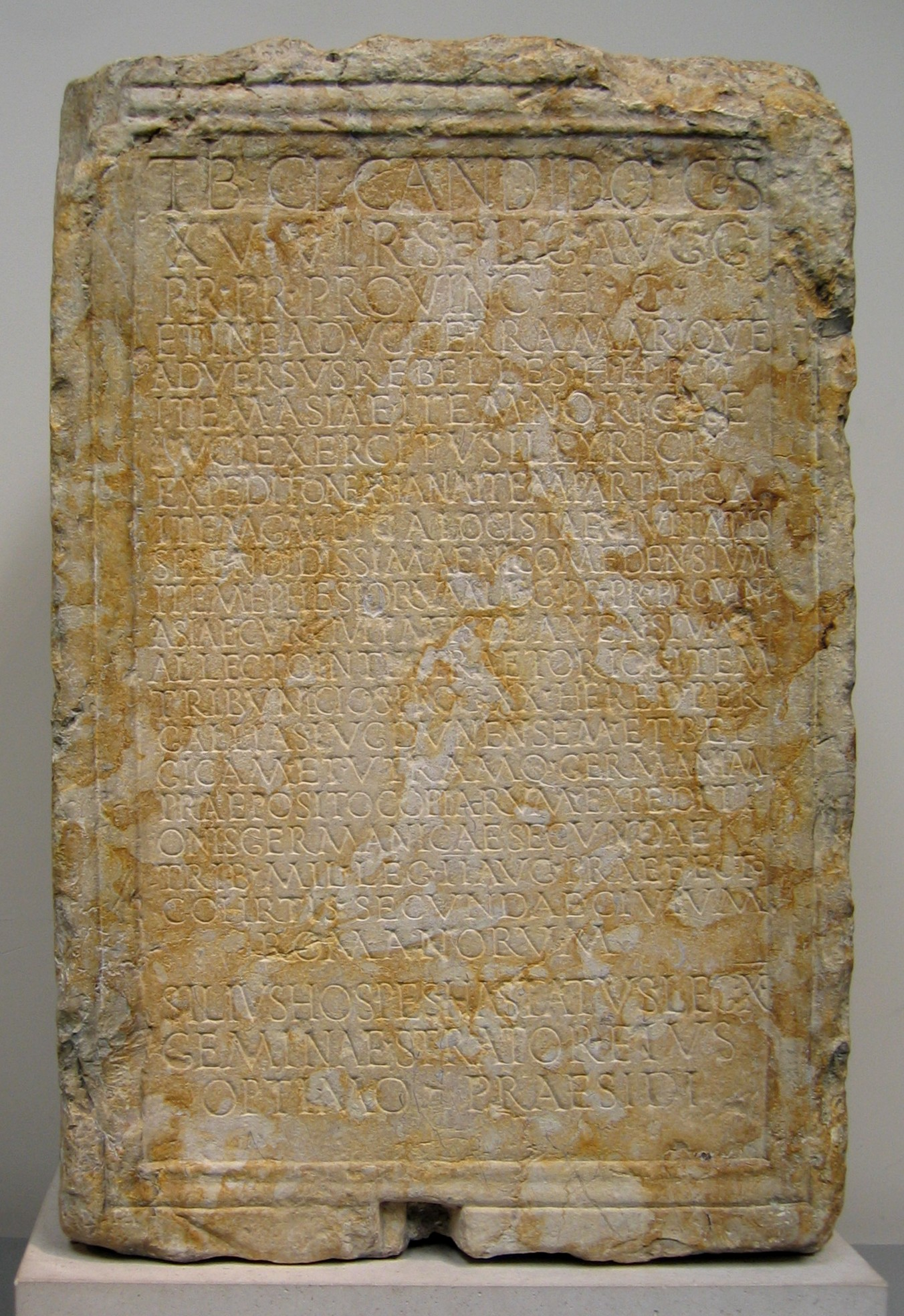
Inscripción honoraria dedicada a Ti. Claudius Candido, quien comenzó su carrera como Tribunus Militum Angusticlavius en la Legio II Augusta.

Tras la rebelión de Clodio Albino, gobernador de Britania, que demandaba el trono imperial, la legión II junto con otras fue embarcada hacia el continente pero fueron derrotadas en el año 197 por el emperador Septimio Severo. 
Cuando las legiones quisieron regresar a Britania se encontraron con una provincia invadida por las tribus pictas de la actual Escocia. Al mando de Septimio la II Augusta fue trasladada hacia el norte, donde compartió un importante fuerte con la Legio VI Victrix en Carpow. 
La campaña de Septimio Severo no se prolongaría en el tiempo, resignándose a abandonar los territorios más allá del muro Adriano y fortificando este. Posteriormente la legión sería trasladada de nuevo a Isca Silorum, donde permanecería ya definitivamente hasta el colapso de la ocupación romana de la provincia.
Bajo el emperador Caracalla la II Augusta recibió el nombre de Antoniniana en recompensa a los servicios prestado a él y a su padre en Britania.

## Decadencia del imperio y la desaparición de la legión
Al comienzo del siglo IV, en pleno derrumbe del Imperio romano, la Legio II Augusta formó parte de la defensa de la costa sur en Rutupiae (Richborough) frente a los invasores bárbaros. En el año 407, abandonó definitivamente Britania, llamada al continente por el usurpador Constantino III. Posiblemente fue destruida en los combates que precedieron a la caída de Constantino III frente a las tropas de Honorio.

## Narrativa
- Serie Águila (serie de novelas históricas de Simon Scarrow). En las primeras novelas de la serie los protagonistas pertenecen a la Legio II Augusta.
- Serie Marco Didio Falco (serie de novelas detectivescas en tiempos de la dinastía Flavia Lindsey Davis). Marco Didio Falco y su amigo Petronio Longo pertenecieron a la Legio II Augusta.